# Peckensen
Peckensen ist ein Ortsteil des Fleckens Diesdorf im Altmarkkreis Salzwedel in Sachsen-Anhalt.

## Geographie
Peckensen, ein Rundplatzdorf mit Kirche auf dem Platz, liegt etwa 6 Kilometer östlich von Diesdorf und 17 Kilometer südwestlich der Kreisstadt Salzwedel in der Altmark am Molmker Bach. Das Landschaftsschutzgebiet Salzwedel-Diesdorf liegt westlich.
Nachbarorte sind Fahrendorf im Nordwesten, Hilmsen im Norden, Umfelde im Nordosten und Hohenböddenstedt im Südwesten.

## Geologie und Infrastruktur
Unterhalb von Peckensen befindet sich bei Wiersdorf, in etwa 1300 Meter Tiefe, ein aus fünf Kavernen bestehender Untergrundspeicher mit etwa 344 Millionen m³ Speicherkapazität, der durch Erdgasförderung ab 1969 in einem Zechstein Salzstock entstand. Der Salzstock erstreckt sich von Henningen im Norden bis südlich von Wüllmersen über 15 Kilometer.

## Geschichte

### Mittelalter bis Neuzeit
Peckensen wurde im Jahre 1161 als Pychenusen erstmals urkundlich erwähnt, als Bischof Hermann von Verden eine Schenkung des Grafen von Wertbeck über acht Dörfer an das Kloster Diesdorf bestätigt.
Im Landbuch der Mark Brandenburg von 1375 wird der Ort als Pekesen und Pekensen aufgeführt.
Noch zu Beginn des 20. Jahrhunderts bestand eine Wassermahlmühle am Molmker Bach im Nordwesten des Dorfes, die 1740 mit 15 Bewohnern erwähnt wurde.
Zwei Kilometer südlich des Dorfes am Waldrand liegt eine ehemalige Ziegelei, die schon 1842 genannt wurde und noch heute ein Gehöft ist.
Erst im Jahre 1958 war die erste Landwirtschaftliche Produktionsgenossenschaft vom Typ III entstanden, die LPG „Freundschaft“.

### Eingemeindungen
Ursprünglich gehörte das Dorf zum Salzwedelischen Kreis der Mark Brandenburg in der Altmark. Von 1807 bis 1813 lag es im Kanton Diesdorf auf dem Territorium des napoleonischen Königreichs Westphalen. Nach weiteren Änderungen kam die Gemeinde 1816 zum Kreis Salzwedel, dem späteren Landkreis Salzwedel.
Am 25. Juli 1952 wurde Peckensen in den Kreis Salzwedel umgegliedert. Am 1. Juli 1974 wurde die Gemeinde Peckensen in die Gemeinde Abbendorf eingemeindet und damit aufgelöst. Peckensen wurde am 1. Januar 1991 ein Ortsteil von Diesdorf durch die Eingemeindung von Abbendorf in die Gemeinde Diesdorf.

### Einwohnerentwicklung
| Jahr | Einwohner |
| ---- | --------- |
| 1734 | 60        |
| 1774 | 87        |
| 1789 | 83        |
| 1798 | 79        |
| 1801 | 83        |
| 1818 | 91        |
| 1840 | 119       |

| Jahr | Einwohner |
| ---- | --------- |
| 1864 | 177       |
| 1871 | 197       |
| 1885 | 151       |
| 1892 | [00]177   |
| 1895 | 201       |
| 1900 | [00]230   |
| 1905 | 205       |

| Jahr | Einwohner |
| ---- | --------- |
| 1910 | [00]196   |
| 1925 | 199       |
| 1939 | 190       |
| 1946 | 264       |
| 1964 | 156       |
| 1971 | 166       |
| 2015 | [00]091   |

| Jahr | Einwohner |
| ---- | --------- |
| 2018 | [00]86    |
| 2020 | [00]79    |
| 2021 | [00]92    |
| 2022 | [00]87    |
| 2023 | [0]86     |

Quelle, wenn nicht angegeben, bis 1971:

## Religion
Die evangelische Kirchengemeinde Peckensen, die früher zur Pfarrei Hilmsen gehörte, wird heute betreut vom Pfarrbereich Diesdorf des Kirchenkreises Salzwedel im Bischofssprengel Magdeburg der Evangelischen Kirche in Mitteldeutschland.
Die ältesten überlieferten Kirchenbücher für Hilmsen stammen aus dem Jahre 1647.

## Kultur und Sehenswürdigkeiten
- Die Dorfkirche Peckensen ist ein Backsteinbau aus dem Jahre 1897.[17]
- Der Friedhof liegt am südlichen Ortsausgang.

## Landwirtschaft
Im Dorf befindet sich eine Milchviehanlage und ein Zuchtbetrieb.

## Persönlichkeiten
- Helmut Gäde (1932–2022), Pflanzenbauwissenschaftler, Saatgutbetriebswirt und Agrarhistoriker